# Hellbent on Compromise
Hellbent on Compromise — второй студийный альбом шотландского музыканта Эдвина Коллинза, вышедший в 1990 году. Диск был записан на лейбле Diablo Records. Продюсерами альбома выступили Эдвин Коллинз и Дэйв Андерсон.
Критик сайта allmusic.com, Алекс Огг, отметил, что Hellbent on Compromise разочаровал тех, кто полюбил дебютный альбом Коллинза, Hope and Despair, который получил множество «восторженных» отзывов. Из-за неполноценности аранжировок, песни кажутся «недоработанными».

## Список композиций
Все песни написал Эдвин Коллинз, за исключением отмеченных.
1. «Means to an End» (Пол Куинн)
2. «You Poor Deluded Fool»
3. «It Might As Well Be You»
4. «Take Care of Yourself»
5. «Graciously»
6. «Someone Else Besides»
7. «My Girl Has Gone» (Марв Тарплин, Рональд Уайт, Уильям Робинсон, Уоррен «Пит» Мур)
8. «Now That It’s Love»
9. «Everything and More»
10. «What’s The Big Idea»
11. «Time of the Preacher/Long Time Gone» (Вилли Нельсон)

## Участники записи
- Эдвин Коллинз — гитара, вокал
- Джон Дженнигс — бас-гитара
- Крис Тэйлор — ударные, перкуссия
- Дэвид Андерсон — клавиши, гитара
- Колин Маккензи — бас-гитара
- Тревор Маккарти — бас-гитара
- Чачо Мерчан — контрабас
- Мартин Дровер — труба